# パオ民族軍
パオ民族軍（パオみんぞくぐん、パオ語: ပအိုဝ်ႏစွိုးခွိုꩻတပ်မတောႏ、ビルマ語: ပအိုဝ်းအမျိုးသားတပ်မတော်、英語: Pa-O National Army、略称:PNA）はパオ族の武装勢力であり、パオ民族機構の軍事部門である。2009年以降はミャンマー軍傘下の民兵組織となった。
PNAはPNOが統治するパオ自治区を保護している。同自治区はシャン州南部のホーポン郡区・シーセン郡区・ピンラウン郡区の3つの郡区にまたがっている。

## 歴史

### 前史

#### パオ民族運動黎明期
パオ族の武装闘争は1946年から1947年にかけて、タトンでパオ民族機構（Pa-O National Organisation: PNO）が設立されたことに端を発する。この中には、のちにタトンからタウンジーに向けて北上するウー・フラペ、ウー・アウンサー、ウー・チョーセインら重要な指導者が含まれていた。1948年3月の満月の日、ウー・フラペに率いられたパオ族住民が、「南の人」あるいは「山の人」を意味する「タウントゥー（ビルマ語: တောင်သူ）」ではなく、パオ族という呼称を公式に認めるようにデモ行進を行なった。1947年にはシャン州南部でパオ連帯（パオルオンブー）が組織された。これはシャン族のツァオパー統治下で賭博やアヘンの吸引が横行したことを受けて、僧侶を中心とした道徳的退廃を糾す運動であった。この運動にはウー・ピュー、ウー・ヘンマウン、ウー・アウンサーが参加していた。
1949年8月13日、カチン族のノーセン率いるカレン族反乱軍がタウンジーを占領すると、多くのパオ族が反乱に参加した。しかし、同年11月23日には政府軍の攻撃を前にしてタウンジーは陥落した。しかしながらこの蜂起によりPNOは勢力を拡大し、ツァオパーの私兵に対して優位に立った。1950年、中央政府は49年の反乱に参加した者に対して投降すれば恩赦を行うと発表した。パオ族の多くは投降し、釈放されたが、投降した指導者の中には投獄ないし射殺される者もいた。これはパオ族が中央政府に対して不信感を抱く大きな出来事となった。

#### UPNO結成
1950年、カレン民族同盟（KNU）副議長を務めていたウー・フラペがタトンからタウンジーに到着し、反乱に参加した。ウー・フラペはKNU議長ソー・バウジーが暗殺された後、KNU議長になるよう要請されたが、パオ族との繋がりからこれを辞退した。そしてパオ族の反乱はカレン族と分離した。同年8月、統一パオ民族主義者機構（United Pa-O Nationalist Organisation: UPNO）が結成され、パオ連帯に取って代わった。UPNOでは、ウー・ピューが議長、ウー・チョーセインが書記、ウー・フラペが財務担当、ボー・チャンゾンが防衛担当となった。UPNOは1951年選挙で3議席を獲得し、議会政治にも進出した。UPNOはタウンジーやインレー湖周辺で最大の反乱軍となり、ツァオパーの私兵としばしば衝突した。UPNOは5,000人の義勇兵と4つの軍管区を有した。しかしながら、パオ族の住民はUPNOの政治部門と軍事部門の両方から二重に徴税されるなど、ツァオパーの統治下とそう変わらない苦境にあった。さらに、パオ族指導者の内紛も存在した。1956年の第2回連邦議会選挙ではウー・アウンサーら3人が暗殺される事態となった。同年、複数のパオ族指導者らが失踪した。これらは政敵であったボー・チョーウィンによる暗殺であるとされる。
1950年代のシャン州の政治環境は混乱を極めた。国共内戦に敗北した国民党軍はシャン州へと撤退し、1952年にはタウンジーまで20マイルの地点まで迫った。また、各地で少数民族の反乱軍が跋扈し、シャン州の「状況は完璧に混乱状態にあった」。1958年、ネ・ウィンは国内の混乱を収拾するために、「武器は民主主義のために」と呼びかけ、少数民族の反乱勢力に対して武装解除を要求した。これに応え、1958年5月5日、ウー・フラペは2,000人の反乱軍と共にタウンジーで投降した。1959年4月24日、シャン州のツァオパーは封建的特権を返上し、パオ族の民族運動は反ツァオパー運動の成功を見ることとなった。

#### 1962年クーデター後
1962年、軍事クーデターで実権を掌握したネ・ウィンは反政府的な言論を行う者を大量に投獄した。ウー・チョーセイン、ボー・チャンゾン、ウー・ピューなど多くのパオ族の指導者が投獄されたが、ウー・フラペは何かしらの理由で投獄されなかった。ウー・フラペは民族の権利について訴え、ヤンゴンやマンダレーで平和的な抗議活動を組織した。そして1963年にウー・フラペは逮捕され、インセイン刑務所に収監されることとなった。パオ族の指導者で唯一逮捕を免れたのはボー・サンテインのみであった。ウー・フラペをはじめとするパオ族指導者を解放しないミャンマー軍の姿勢を受け、1958年に投降した部隊をかき集めてボー・サンテインは山中に籠り、パオ民族解放機構（Pa-O National Liberation Organisation: PNLO）を結成した。しかし、モーヘン率いるシャン州連合革命軍（Shan United Revolutionary Army: SURA）はシャン州全土を自軍の領土だと見做していたため、PNLOに対して軍門に下るように要求した。ボー・サンテインがこれを拒否すると、SURAは1968年に彼を殺害した。
1968年のボー・サンテインの死後、参謀長であったタ・カレイが実権を握り、PNLOをシャン州諸民族解放機構（Shan State Nationalities Liberation Organisation: SSNLO）と改名した。これはシャン州南部の複雑な民族構成に配慮したもので、SSNLOはシャン族やカレンニー族の兵士を徴兵していた。タ・カレイは1960年代末から1970年代初頭にかけてゲリラ部隊を結成し、ミャンマー軍支配下の町や護送隊に攻撃を加えるなど積極的な攻勢に出た。1970年にウー・フラペとウー・チョーセインがインセイン刑務所から解放されたが、1972年まで自宅軟禁に置かれた。しかし、SSNLOでは共産主義思想が支配的になっており、1972年にSSNLO支配地域に戻った民族主義者のウー・フラペらとは亀裂が生じ始めていた。

### PNO/PNAの誕生
1973年末になるとビルマ共産党（CPB）のラジオ放送「ビルマ人民の声」は「ウー・フラペとウー・チョーセインは反動主義者であり、裏切り者である」と非難し、2人は「SSNLOの思想的に正確な闘争」に反対するために政府から差し向けられたのだとした。1973年11月、民族主義派と共産主義派の間で会合が行われたが、ミョーミンはタ・カレイに対してウー・フラペとウー・チョーセインに対して「行動を起こす」ように訴えた。一方で、ウー・フラペはタ・カレイに対して、SSNLOをCPBに乗っ取らせていると糾弾し、ミョーミンを逮捕するように訴えた。ここに和解の余地はなく、パオ族組織の左右の決裂が決定的なものとなった。1974年3月、タ・カレイはシャン州進歩党と同盟を締結したのち、同年7月にCPBと正式な会合を持った。一方で、ウー・フラペと元僧侶のアウンカムティは民族主義者派を結集し、シャン州諸民族解放戦線（Shan State Nationalities Liberation Front: SSNLF）を結成した。当初、組織の名称にパオの名前を冠しなかったのは、ビルマ共産党から「反シャン族主義」であるとの誹りを受けないようにするためであった。1974年12月、SSNLFはタイ国境メーオーに近いサルウィン川と西のマイクン山のSSNLOの陣地を奪取し、タ・カレイの軍勢を西へと追いやった。そして、タ・カレイらはパーイ川に近いカレンニー民族進歩党（KNPP）の本部へと避難した。その後、パンサンのCPB本部で訓練を受けたのち、CPB4個小隊と共にSSNLO支配地域へと帰還した。1974年、SSNLO内部では共産主義派の影響力が増した結果、名称に「人民（People’s）」を加え、シャン州諸民族人民解放機構（SSNPLO）となった。これはのちに赤パオと呼ばれた。
イェノンらタトン出身のパオ族青年はタイ・ミャンマー国境でゲリラ活動を行うウー・ヌの議会制民主主義党（PDP）に参加していた。1973年10月にイェノンはPDPから独立してパオ民族解放軍（Pa-O National Liberation Army: PNLA）を結成し、1975年3月にPNLA兵士100人がシャン州に進軍した。
1975年9月にウー・フラペが病死すると、副議長であったチョーセインが新たなSSNLFの指導者となった。同年10月、SSNLFはPNLAと合併し、パオ族最初の民族主義運動組織であるPNOの名前を復活させて用いるようになった。また、PNOの軍事部門はPNAとなった。これらPNO/PNAは白パオと呼ばれた。1976年、PNOは民族民主戦線（NDF）に加盟した。1977年、チョーセインの部下であったイェノンが60人の兵士と800万バーツと共にミャンマー軍に投降した。チョーセインはイェノンをタイの連絡要員として派遣していたため、引責辞任した。その後、元僧侶のアウンカムティが新たにPNOの指導者となった。

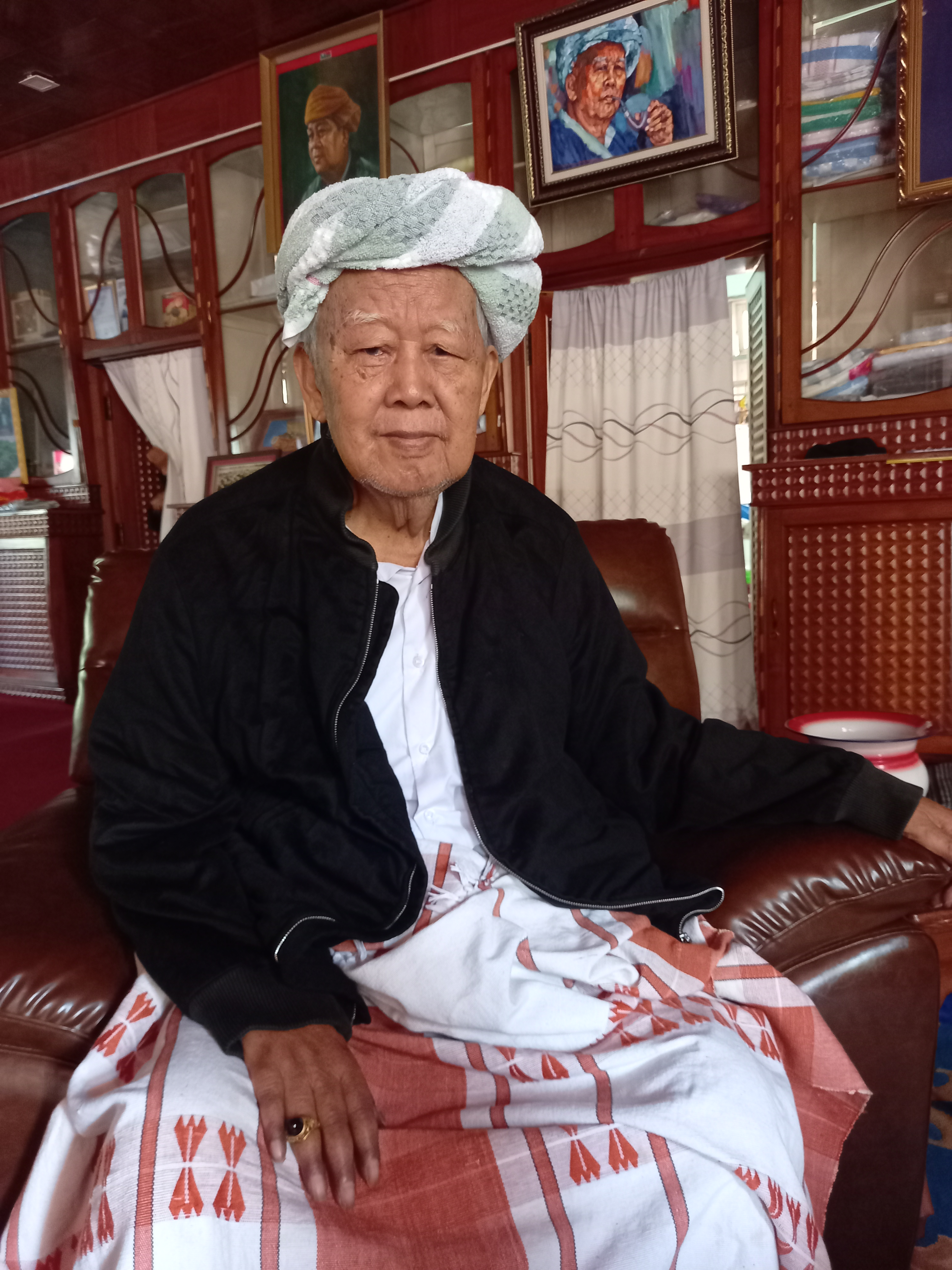
アウンカムティ

アウンカムティの指導下でPNOは800人の兵力を有する組織に成長した。一方でSSNPLOは300人の正規軍と200人の民兵を有する組織となり、ビルマ共産党の人民軍第4045・4046大隊による全面的な支援を受けた。SSNPLOは1974年にジードン大佐を暗殺し、1978年にアウンタンを暗殺するなどPNOの指導者への殺害を繰り返した。これは1986年のNDFとCPBの同盟締結後も対立がPNOとSSNPLOの対立が続く原因となった。
PNOは1978年にメーオーのタイ国境から徒歩で1時間の地点にコンネインキャンプを設けた。コンネインキャンプではタイ・ミャンマー国境を越える密輸業者から関税を徴収していた。1983年初めに南に向かう家畜密輸ルートがSSNPLOとCPBによって塞がれた結果、北上してホーハへと向かう密輸ルートが好まれるようになり、PNOは莫大な関税収入を得ることとなった。しかし、1984年3月20日、クン・サの軍勢がPNOのコンネインキャンプとホーハ村を襲撃した。略奪と放火によりPNOは甚大な被害を受けた。コンネインキャンプの失陥により、PNOは武器や弾薬の供給源を失い、外部の少数民族武装勢力との連携が難しくなった。
8888民主化運動後、多くの学生が少数民族武装組織の支配地域に逃れた。PNOは200人の学生を受け入れ、50人が訓練を完了する前に帰宅し、150人の学生が45日間の訓練過程を完了した。1989年4月、オカー少佐と残った学生はカレンニー州北西部のナーオンへと移動し、全ビルマ学生民主戦線第601連隊と改称した。なお、ABSDFの「連隊」は中隊（200人規模）か小隊（50人規模）程度であった。同様に、ABSDFの第801連隊がSSNPLO支配地域で、第303連隊がKNPP支配地域で結成された。第601連隊はSSNPLOと良好な関係にあったためにPNOから疎まれた。
1989年、CPBの崩壊に伴い、PNOとSSNPLOは和解に達した。しかし、両者の長年の確執により再合同は叶わなかった。国境拠点を失い、収入もなくなったPNOはミャンマー軍の圧力を前にして停戦を余儀なくされた。

### 停戦後
PNAは1991年4月11日に軍事政権との停戦合意を受け入れた。軍事政権はPNAの支配領域をシャン州第6特区とし、PNOによる自治を認めた。しかし、これに不満を抱いたクン・オカー少佐は同年6月18日にパオ人民解放機構（Pa-O People’s Liberation Organisation: PPLO）を立ち上げ、タイ・ミャンマー国境のナーオンキャンプで2、30人の兵士とともにミャンマー軍との戦闘を続けた。KNPPは財政的にPPLOを支援し、代わりにPPLOはKNPPに加わって作戦を行った。しかし、1994年初めにPPLOはKNPPとの対立から、KNPPによって兵士の武装を解除され、キャンプも占領されたために名ばかりの組織となった。1994年10月にはタ・カレイのSSNPLOも軍事政権と停戦条約を締結した。

### クーデター以降
2021年ミャンマークーデター以降、PNAは地元住民を強制徴募・恐喝し、ミャンマー軍と共同で対レジスタンス作戦を行ったことが報告されている。
2022年5月、シャン州南部ニャウンシュエ郡区にあるミャンマー軍とPNAの合同部隊の前哨基地がぺコン国民防衛隊とカレンニー諸民族防衛隊の合同部隊により、占領された。
2023年末、ロシアの民間軍事会社、ワグネル・グループの3人がシャン州南部を訪問し、PNAの訓練プログラムの一部を指導したとされる。PNOの幹部であるネーウィントゥンは鉱山事業を営んでおり、アナリストらはこれに関連してロシア人と接点を持っているとしている。しかし、ネーウィントゥンに近い連邦議会議員はこの疑いを否定した。
2024年1月以降、シーセン郡区でPNAとパオ民族解放軍（PNLA）との戦闘が勃発した。同年8月、PNAはネピドー防衛のためにピンラウン郡区で民兵10,000人を動員して軍事訓練を行った。9月の第2週以降、PNAはミャンマー軍と共同でピンラウンからぺコンへとカレンニー抵抗勢力への攻撃を行っている。パオ族住民によると、PNAの司令官はクンミンアウンであるにもかかわらず、副司令官のネーウィントゥンが軍事政権の信頼を得て実権を握っている。ネーウィントゥンはパオ族ではなく、軍事政権と経済的なコネクションを有しているがために信頼を勝ち得たとされている。
同年9月30日、PNAはタウンジー県ポーム村で20,000人規模の新兵訓練修了式を行ったが、実際には10,000人にも満たない規模であり、住民にPNAの制服を着せて水増ししていたとされる。さらに訓練は10日間から15日間と短期間であった。

## 経済活動
PNOは1996年12月にインレー湖最初の水上ホテルであるゴールデン・アイランド・コテージ・ホテル（Golden Island Cottage Hotel: GIC）を開業した。GICホテルは2000年にインレー湖東岸のタレウーにゴールデン・アイランド・コテージIIを開業している。しかし、Yue（2018）は、PNO/PNAはホテル業以外に直接事業を手がけていないが、インレー湖畔のホテル業における収益はPNO/PNAの活動資金を賄えるだけのものではないと指摘する。

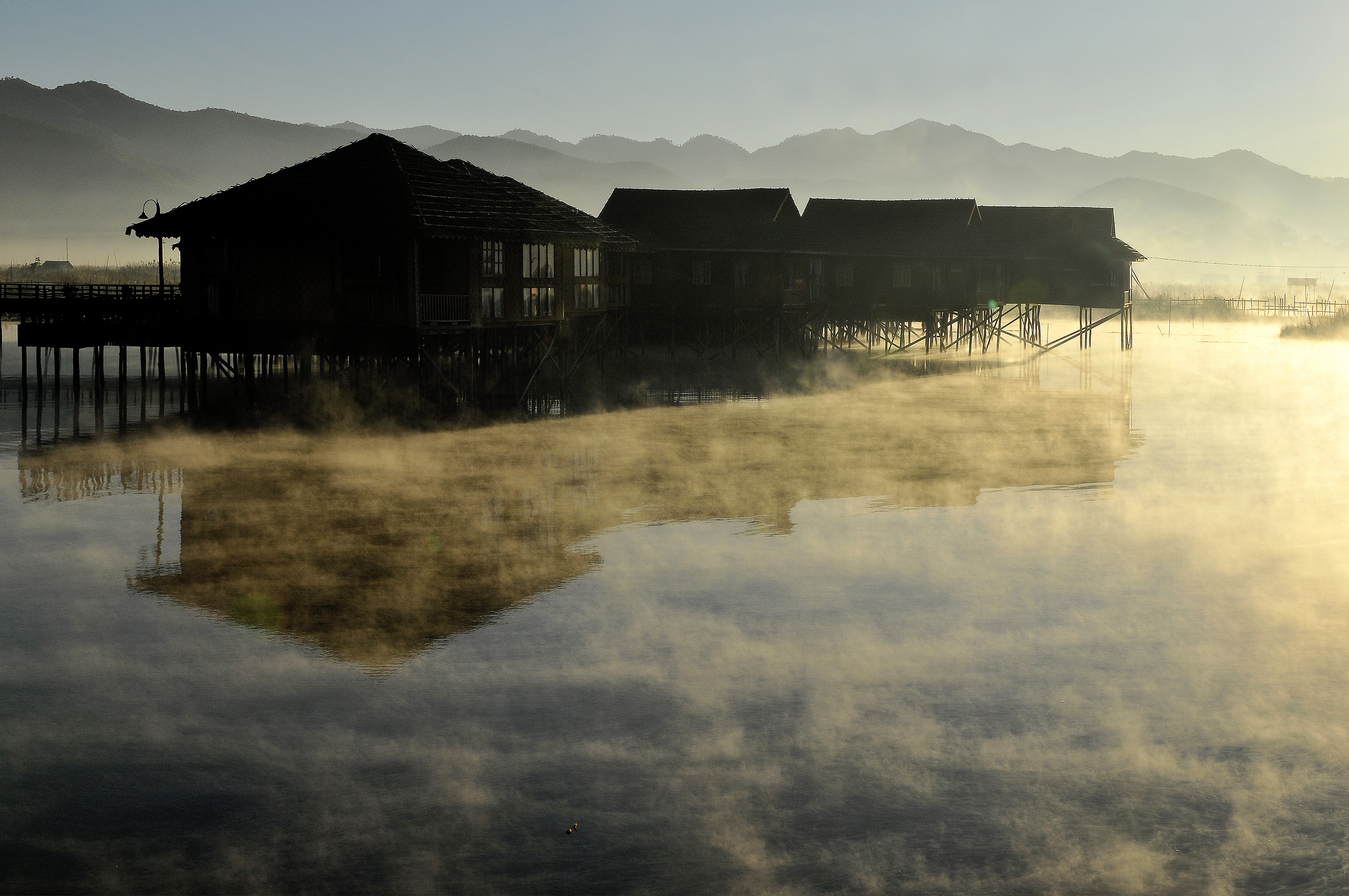
インレー湖畔のGICホテル

PNOは元PNA将軍のネーウィントゥンを寄贈者として抱えている。彼の所有するルビー・ドラゴン社の主な事業は宝石とヒスイだが、建設業やホテル業、農業、観光業なども手掛けている。ルビー・ドラゴングループは2000年には鉱山省との合弁企業を設立した。ネーウィントゥンは2010年ミャンマー総選挙において民族代表院に無投票で当選しており、議会でミャンマーのヒスイ産業についての法改正を行った。Global Witnessは、著名な業界関係者が自身のビジネスを規制するルールの制定に関与することは利益相反の問題が生じており、公共の利益を損なうと指摘している。
Yue（2018）は政権、ネーウィントゥン、PNOの三者がそれぞれパトロン・クライアント関係を形成し、協力していると分析する。政権はPNOからの支持を、PNOはネーウィントゥンからの寄付を、ネーウィントゥンは政権からの利権の分配を得る。この関係を維持するために三者はそれぞれ行動を起こしている。ネーウィントゥンは2002年に発見した3,000トンのヒスイを政権に寄付している。政権は少数民族武装勢力から実業家への転身を支援する。そして、PNOはネーウィントゥンからの支援によって軍を整えて停戦を維持し、ネーウィントゥンのビジネスの環境を守っている。

## 人権侵害

### 農地の接収
1991年の停戦以降、PNAはミャンマー軍と共に土地の収奪を行ってきた。2015年、PNAはカヤー州ロイコー郡区の村で住民から100エーカー以上の農地を接収した。既に耕作途中の土地も接収されたとされる
。

### 恐喝
2023年8月、カヤー州のロイコーにおいてミャンマー軍とPNAが検問を行い、法外な金銭を住民から取り立てていることが報道されている。

### 信教の自由の侵害
2022年、PNAはカヤンが住むピンラウン郡区タタンク村のカトリック教会と聖母マリア像を破壊した。PNO/PNAはパオ自治区内にある同村の住民を追い出して村を取り壊したのちにパオ民族公園を設置することを計画しているとされる。

### 日本語文献
- 竹田, 遼『黄金の三角地帯 : ゴールデン・トライアングル』文遊社、東京、1977年。
- タンタンアウン 著「パオと地方的世界」、藤井, 勝、高井, 康弘、小林, 和美 編『東アジア「地方的世界」の社会学』晃洋書房、京都、2013年。ISBN 9784771024519。

### 英語文献
- Callahan, Mary (2007). Political authority in Burma's ethnic minority states: devolution, occupation and coexistence. Washington, D.C: East-West Center Washington. ISBN 9789812304629. OCLC 155835523
- Christensen, Russ; Sann Kyaw (2006). The Pa-O: Rebels and Refugees. Chiang Mai: Silkworm. ISBN 9789749575932
- Global Witness (2015). Jade: Myanmar's "Big State Secret" (Report). ISBN 9780993106767.{{cite report}}:  CS1メンテナンス: デフォルトと同じref (カテゴリ)
- Lintner, Bertil (1999). Burma in Revolt: Opium and Insurgency since 1948. Chiang Mai: Silkworm. ISBN 9789747100785
- Smith, Martin (1999). Burma: Insurgency and the Politics of Ethnicity. Dhaka: University Press. ISBN 9781856496605
- South, Ashley (2008). Ethnic Politics in Burma: States of Conflict. London and New York: Routledge. ISBN 9780415572699
- Yue, Ricky Wai Kay (2018). A study of post-colonial statecraft in the Pa-O Self-Administered Zone in the Southern Shan State of Myanmar, 1988-2015 (PDF) (Ph.D. thesis). University of Bath.{{cite thesis}}:  CS1メンテナンス: デフォルトと同じref (カテゴリ)